# 顎変形症
顎変形症（がくへんけいしょう）とは、上あご（上顎骨）または下あご（下顎骨）あるいはその両方の大きさや形、位置などの異常によって、顔面の変形と、かみ合わせの異常を起こしている状態をいう。症状は患者によっても千差万別。顔面の変形、かみ合わせから、口腔領域機能に大きな問題があると判断された場合に手術が施される。
　原因として幾つかあげられる。片方で食べ物を噛んだり、歯ぎしりで同じ方向に押すことから起こる。すると、顎が曲がり、顔面が変形してくる。それに伴って鼻骨も変形する。
外科手術で口腔領域を正常にする。軽度のものは、外科手術を行わず、歯列矯正のみで改善する。
顎変形症と診断された場合、歯の矯正も必然的に行うことになる。これは、術前矯正によって執刀の際に顎を切る分量を正確にするのと、口腔領域を正常にするためである。術前矯正中は、顔の歪み、ズレが治療開始前よりも顕著になりやすく、口腔領域機能もさらに悪化しやすい。
顎変形症における歯列矯正には健康保険が適用される。術前矯正1～2年、手術、術後矯正1年、保定期間、と2～4年治療に要する。治療後、審美面の他、さまざまな慢性疾患が改善されたという例が多々見られる。
手術は術前矯正終了後、主に上下あご骨を切り、短縮、延長、回転などで正常にする。術後の入院期間は2週間程度。
歯列矯正は歯科矯正医、手術は形成外科医または口腔外科医、と異なるため、矯正をはじめる際、どこで手術をするのかを決める。また、高度なレベルの歯列矯正なため、矯正専門医に診てもらうことが望ましく、長期間の通院治療が必要なため、主治医を慎重に決めなければならない。
原則、手術は顎骨の成長が終わる16歳から18歳以上とされている。

## 症状
- 上顎前突症・下顎前突症・開咬症（かいこうしょう）・上下顎非対称・下顎非対称・下顎後退症（小下顎症）
- 口腔領域不良からくるさまざまな合併症（顎関節症、発音障害、顔面圧迫、咀嚼不全、顎筋力の低下、歯軋りなど）
- 審美障害

## 疫学
下顎前突は、小学生高学年あたりから発症することが多い。
日本人の顎変形症患者の7割が下顎前突症である。

## 原因
明確な原因は不明だが、遺伝によるところが大きいとされており、日本人には、下顎前突になる者が多く、欧米人は上顎前突になる者が多い。先天性以外の原因として、顎骨の外傷などの後遺症として現れる変形がある。また、市販おしゃぶりの常用により、乳幼児に開咬・交叉咬合・上顎前突・下顎前突等の顎変形症が発症することがある。